# 日本臨床検査学教育協議会
一般社団法人日本臨床検査学教育協議会（にほんりんしょうけんさがくきょういくしせつきょうぎかい）は、日本の法人の一つで臨床検査技師養成所によって結成されている。

## 沿革
- 1959年 - 全国臨床検査技師教育施設協議会発足
- 2006年 - 有限責任中間法人化にともない、名称変更
- 後に、法人に対する制度改正により、一般社団法人となった。

## 活動内容
臨床検査技師養成所間の連絡、臨床検査に関する教育普及事業などを目的に行っている。

## 加盟校
- 臨床検査技師養成所を参照。